# Элекмонар (приток Катуни)
Элекмона́р (алт. Эликмана́р, элик — «косуля», «дикая коза» + манар- — «загораживать» или тув. манаар- «охранять» — букв. «косуль посторожит, охранит») — река в Чемальском районе Республики Алтай. Устье реки находится в 192 км по правому берегу реки Катуни. Длина реки составляет 38 км.

## Притоки
Правые (от истока): Ахтаргаза, Кочумар, Окол, Малый Окол, Изря, Карасу, Туебель, Саргол, Кашалу, Карасу, Капкалар, Сулда, Агатушка;
Левые (от истока): Большой Курумдой, Курумча, Средний Курумдой, Каракол, Четкирек, Четкир, Ареда, Казахта, Тарбантуат.

## Данные водного реестра
По данным государственного водного реестра России относится к Верхнеобскому бассейновому округу, водохозяйственный участок реки — Катунь, речной подбассейн реки — Бия и Катунь. Речной бассейн реки — (Верхняя) Обь до впадения Иртыша.
Код объекта в государственном водном реестре — 13010100312115100006794.